# JK Maag Tammeka Tartu
Maillots
Dernière mise à jour : 11 décembre 2009.
Le JK Maag Tammeka Tartu est un club estonien de football basé à Tartu.

## Historique
- 2006 : fondation du club par fusion du JK Maag Tartu et du JK Tammeka Tartu
- 2009 : la fusion est abandonnée

## Logo du club

JK Maag Tartu
JK Tammeka Tartu
JK Maag Tammeka Tartu